# 高兴祖
高兴祖（1928年12月7日—2001年1月8日），男，江苏武进人，中国历史学家，知名于对南京大屠杀的历史研究，被誉为“中国南京大屠杀研究第一人”。南京大学历史系教授。

## 生平
1928年12月7日生于江苏省武进县。父亲高柏桢长期从事教育工作。1945年毕业于常州私立正衡中学。1948年毕业于江苏省立常州中学。1954年毕业于南京大学历史系，后留该校任教。历任历史系讲师、副教授、教授，南京大屠杀史研究会第一、二届会长，顾问。中国日本史学会常务理事。
2001年1月8日因病去世。
2002年4月9日，高兴祖的女儿高宁将622册藏书无偿捐赠给侵华日军南京大屠杀遇难同胞纪念馆。

## 作品
主要著作有《日本帝国主义在南京的大屠杀》（合著）、《南京大屠杀史稿》（合著）、《日军侵华暴行——南京大屠杀》、《南京大屠杀的史实不容抹杀——驳日本议员石原慎太郎》、《南京大屠杀的历史不容抹杀——评田中正明的九点质疑》、《南京大屠杀的历史研究现状和今后的研究课题》、《日军第十六师团在南京的屠杀》、《70年代以来日本否定南京大屠杀事件的三起重大事件》、《日军南京“荣”字1644细菌战部队的罪行》、《南京大屠杀——日军有预谋的恐怖政策》等。